# ヘンリー・ヴァーナム・プアー
ヘンリー・ヴァーナム・プアー（Henry Varnum Poor、1812年12月8日 - 1905年1月4日）は、アメリカ合衆国の財務アナリストで、後の投資情報会社スタンダード&プアーズの前身となったプアー出版(H.V. and H.W. Poor Co.)の創業者。鉄道事業経営の専門家として広く知られていた。
メイン州アンドーヴァー(Andover)で、父サリヴァナス(Silvanus)と母メアリ(Mary)のプアー夫妻の間に生まれた:2。家族の中で最初に大学に進み、1835年にボウディン大学を卒業した。やがて、おじの法律事務所で働くようになり、1838年に弁護士資格を得た:6,10。後にヘンリー・ヴァーナム・プアーは、兄ジョン・プアー(John Poor)とともに、メイン州バンゴーで弁護士事務所を開業した。兄弟は、当時成長しつつあったメイン州の製材業に投資し、ひと財産を築いた。兄ジョンはヨーロピアン・アンド・ノース・アメリカン鉄道(European and North American Railway)に関与して小規模ながら鉄道業界の有力者となり、メイン州における鉄道網の建設に深く関わっていった。
1849年に、兄ジョンは『American Railroad Journal』という雑誌を買収し、ヘンリーを経営者兼編集人に据えた:34。1860年、ヘンリーは、合衆国のあらゆる鉄道会社の経営や運行状況について情報を網羅的に収録しようと試みた『History of Railroads and Canals in the United States』を出版した。後にヘンリーは、息子ヘンリー・ウィリアム・プアー(Henry William Poor)とともにプアー出版(H.V. and H.W. Poor Co.)を創業し、この本を毎年改訂して出版した。今日のスタンダード&プアーズの事業の源は、この出版事業まで遡ることができる。
1862年、ヘンリー・ヴァーナム・プアーは新設されたユニオン・パシフィック鉄道の政府統括官に任命され、『American Railroad Journal』誌の編集人の地位を下りた。同じ年には、ユニオン・パシフィック鉄道の筆頭幹事に選出された:62。しかし、その後間もなくして同社を離れた:228。
プアーは、ニューヨーク州タキシード・パークに住んでいたが、ここは、親友であったピエール・ロリラード(Pierre Lorillard)が1886年に創設した住宅地であった。
プアーは、マサチューセッツ州ブルックラインで、氷に滑って転倒したのがきっかけで体調を崩し、心不全に至った。92歳であった。

## 著書
- History of Railroads and Canals in the United States (1860)
- Poor's Manual of Railroads (1868)